# Yaoi Press
Yaoi Press è una casa editrice statunitense indipendente di fumetti yaoi con sede nel Nevada. È stata fondata nel 2004 dall'editore Yamila Abraham.

## Graphic Novel
- Kingdom of Selfish Love
- Winter Demon
- Surge
- PINNED!
- Exorcisms and Pogo Sticks
- Yaoi Hentai
- The Aluria Chronicles
- Saihôshi the Guardian
- Desire of the Gods
- Spirit Marked
- Enslaved by the Dragon
- Prisoner of the Immortal
- Zesty!
- IDOL
- Wishing for the Moon
- Yaoi: An Anthology of Boys Love
- Stallion
- Treasure
- Dark Prince
- Cain
- The Lily and the Rose
- ANIMA
- Happy Yaoi Yum Yum

## Fumetti
- Yaoi Candy
- Offered to a Demon

## Art Book
- Reflections: The Artwork of KOSEN
- Dark Dreams: A Dany&Dany Yaoi Art Book
- Yaoi Gothic: An Explicit Sketchbook

## Artisti
- Studio Kôsen
- Studio Kosaru
- Dany&Dany
- Yamila Abraham
- Aiko
- Yishan Li
- Laura Carboni
- Le Peruggine